# Blackwell's Island (film)
Pour les articles homonymes, voir Blackwell's Island.
Pour plus de détails, voir Fiche technique et Distribution.
Blackwell's Island est un film américain réalisé par William C. McGann et Michael Curtiz, sorti en 1939.

## Synopsis
Un journaliste couvre le racket d'un mafieux, qui a provoqué l'agression d'un capitaine de bateau. Le gangster ordonne d'abattre un policier et le signalement qui s'ensuit permet l'arrestation du gangster. Le journaliste agresse ensuite un agent de police pour être jeté dans la prison afin de  rendre compte de la corruption du gangster depuis la prison.

## Fiche technique
- Titre : Blackwell's Island
- Réalisation : William C. McGann et Michael Curtiz
- Scénario : Crane Wilbur
- Photographie : Sidney Hickox
- Montage :  Doug Gould
- Musique : Bernhard Kaun
- Producteur : Bryan Foy
- Société de production : Warner Bros.
- Genre : Film dramatique, Film policier
- Durée : 71 minutes
- Date de sortie : 25 mars 1939 (USA)

## Distribution
- John Garfield : Tim Haydon
- Rosemary Lane : Mary 'Sunny' Walsh
- Dick Purcell : Terry Walsh
- Victor Jory : Thomas MacNair
- Stanley Fields : 'Bull' Bransom
- Morgan Conway : Steve Cardigan
- Granville Bates : Stuart 'Stu' Granger
- Anthony Averill : Brower
- Peggy Shannon : Pearl Murray
- Al Herman

## Accueil
Le film a été listé dans Photoplay dans la catégorie meilleure performance du mois de février 1939 pour John Garfield.